# Radosław Majdan
Pour les articles homonymes, voir Majdan.
Radosław Majdan, né le 10 mai 1972 à Szczecin, est un footballeur polonais. Il est gardien de but au Polonia Varsovie.

## Carrière

### En club
- 1989-2001 :  Pogoń Szczecin
- 2001-2002 :  Göztepe GK
- 2002-2003 :  PAOK Salonique
- 2003 :  Bursaspor
- 2004 :  MS Ashdod
- 2004-2006 :  Wisła Cracovie
- 2006-2007 :  Pogoń Szczecin
- 2007-2010 :  Polonia Varsovie

### Sélection
Radosław Majdan compte 7 sélections avec la Pologne, obtenues entre 2000 et 2002.

### Palmarès
- Vainqueur de la Coupe de Grèce : 2003
- Champion de Pologne : 2005
- Vice-champion de Pologne : 2006